# Dieter Richter
Dieter Richter (Hof, 24 dicembre 1938) è un germanista tedesco, professore universitario di Germanistica e di Studi culturali, scrittore, curatore di mostre ed esperto nel campo del Grand Tour.

## Biografia
Richter ha studiato germanistica, filologia classica e teologia presso le Università di Monaco di Baviera e Gottinga, dove nel 1966 ha conseguito il dottorato con una tesi su Bertoldo di Ratisbona. Dal 1968 al 1973 è stato ricercatore all’Università di Gottinga, nel 1972 è divenuto professore ordinario presso l’Università di Brema dove ha insegnato fino al 2004. Richter è stato professore ospite alle università di Innsbruck, Pavia, Padova, Bergamo, Bologna e Napoli (Suor Orsola Benincasa). È collaboratore del Centro di cultura e storia amalfitana (Amalfi), membro del Comitato Scientifico del Centro universitario europeo per i beni culturali (Ravello), del Comitato promotore per il Cimitero acattolico di Capri e socio del Centro Interuniversitario di Ricerche sul Viaggio in Italia (Moncalieri). Vive a Brema e nella provincia di Salerno.

## Aree e temi di studio
I lavori di Richter privilegiano un approccio comparato tra differenti discipline e culture. Si è occupato della storia dell’infanzia e delle tradizioni popolari ed ha effettuato studi etnografici in Costiera amalfitana. Ha dedicato gran parte dei suoi interessi ai temi del Grand Tour, delle relazioni interculturali tra il Nord e il Sud e della topografia culturale soprattutto in Campania. È stato nell’equipe degli studiosi che hanno tradotto per la prima volta in forma integrale Lo cunto de li cunti di Giambattista Basile dal napoletano in tedesco (Giambattista Basile, Das Märchen der Märchen, C.H. Beck Monaco in Baviera, 2000).

## Riconoscimenti
Richter è Socio Onorario del Centro di Cultura e Storia Amalfitana (1986) e Cittadino Onorario di Amalfi (1991). Nel 2008 il Presidente della Repubblica, Giorgio Napolitano, gli ha conferito l’onorificenza dell’Ordine al merito della Repubblica Italiana.

## Libri
- Viaggiatori stranieri nel Sud. L’immagine della Costa di Amalfi nella cultura europea tra mito e realtà. CCSA Amalfi 1985 (= Quaderni del Centro di Cultura e Storia Amalfitana, 5).

- Il bambino estraneo. La nascita dell’immagine dell’infanzia nel mondo borghese. La Nuova Italia 1992.
- La luce azzurra. Saggi sulla fiaba. Mondadori 1995.
- La scoperta del Sud. Il Meridione, l’Italia, l’Europa. Slatkin Genève 1995 (= Biblioteca del viaggio in Italia, 46).
- Il mito della Grotta azzurra. La nascita di un luogo romantico tra folklore, letteratura e viaggio. Electa Napoli 1995.
- Il giardino della memoria. Il Cimitero acattolico di Capri. Storia di un luogo. La Conchiglia Capri 1996, 2ª ediz. rielaborata 2015.
- Tra Amalfi e Ravello: viaggio, turismo e cultura locale. Electa Napoli 1997.
- Il paese di cuccagna. Storia di un’utopia popolare. La Nuova Italia 1998.
- Das Gotteshaus an der Via Tragara. 100 Jahre Deutsche Evangelische Kirche auf Capri. La Conchiglia Capri 2000.
- Pinocchio o Il romanzo d’infanzia. Edizioni di Storia e Letteratura 2002.
- Napoli cosmopolita. Viaggiatori e comunità straniere nell´Ottocento. Electa Napoli 2002.
- In fuga dalla storia. Esuli dai totalitarismi del Novecento sulla Costa d’Amalfi. CCSA Amalfi 2005. Con Matilde Romito e Michail Talalay.
- Vesuvio. Arte’M Napoli 2010.
- Lettere da Capri. Descrizioni, appunti, riflessioni in epistolari originali dal 1826 al 2007. La Conchiglia Capri 2012.
- Goethe a Napoli. Arte’M Napoli 2012.
- Visioni del Sud. Scritti interculturali 1988-2018. CCSA Amalfi 2019.
- Con gusto. Il Grand Tour della cucina italiana. CCSA Amalfi 2022.
- Capri, l´isola delle fiabe. Leggende, spiriti, janare e munacielli nelle opere di H.Zschalig e I.Emerson. Traduzioni, selezioni e introduzioni di Renato Esposito e Riccardo Esposito con un intervento di Dieter Richter e una intervista a Giovanni Gugg. Capri (La Conchiglia) 2024.

## Mostre
- Alla ricerca del Sud. Tre secoli di viaggio ad Amalfi nell’immaginario europeo. Amalfi (Antichi Arsenali) 1989. Catalogo La Nuova Italia.
- La geografia dell´infanzia. Bambini in Costiera Amalfitana. Ravello (S.Maria a Gradillo) e Brema (Municipio) 1996/1997. Con Maya Nadig.
- I profumi di Reid. Uno scavo archeologico a Villa Rufolo e la vita di un inglese nella Ravello dell’Ottocento. Ravello (Villa Rufolo) e Raito (Villa Guariglia) 1999/2000. Catalogo Electa Napoli. Con Matilde Romito.
- Stefan Andres e Positano. Uno scrittore, un artista „ai margini del mondo“. Positano (Oratorio del Duomo) e Napoli (Galassia Gutenberg) 2000/2001. Catalogo Provincia di Salerno. Con Matilde Romito.
- Krupp a Capri. 1902-2002. Capri (Certosa) ed Essen (Municipio) 2002/2003.
- Sguardi su Roma. 250º anniversario della nascita del Deutsch-Römer Johann Christian Reinhart. Roma (Casa di Goethe) 2011.
- Lady Hamilton. Eros e attitude. Culto della bellezza e antichità classica nell´epoca di Goethe. Roma (Casa di Goethe) e Woerlitz (Castello). Catalogo Petersberg (Imhof) 2015.
- Trent’anni di studi sul Gran Tour in Costiera Amalfitana. Una retrospettiva. Amalfi (Biblioteca Comunale) 2019.